# La sombra
La sombra é uma telenovela argentina produzida pela Pol-ka Producciones e exibida pelo Canal 13 em 1982.

## Elenco
- Humberto Bruno - Esteban
- María Danelli - Carla
- Óscar Ferreiro - Ricardo
- Héctor Fuentes - Mingo
- Raúl Lavié - Miguel
- Nora Massi - Adriana
- Laura Santez - Berenice
- Cristina Tejedor - Elena
- Víctor Hugo Vieyra - Gerardo